# Eloeophila lucasi
Eloeophila lucasi là một loài ruồi trong họ Limoniidae. Chúng phân bố ở miền Cổ bắc.